# Llau de Gelat
La llau de Gelat és una llau del terme de la Pobla de Segur, del Pallars Jussà.
Es forma a ponent dels Rocs de Sant Aventí, al nord de la Cresta de Gelat, al sud de l'extrem nord-est del Serrat de Moró. Des d'aquell lloc davalla cap al sud-oest, sempre en terme de la Pobla de Segur, però de forma paral·lela al límit primer amb Senterada i després amb Conca de Dalt, a l'antic terme de Toralla i Serradell.
Desemboca en el Flamisell al sud de la Masia Soriguer, a la zona de les Palanques, al nord de lo Pla, de l'horta del Flamisell de la Pobla de Segur.